# 李畫
李畫（1509年—？），字元素，號龍岡，河南彰德府林縣人，民籍，明朝政治人物。

## 生平
嘉靖十年（1531年）辛卯科河南鄉試第六十三名舉人。嘉靖二十年（1541年）中式辛丑科會試第二百十九名，登第三甲第一百四十二名進士。授武进县知县，擢户部主事。不久被撫臣以流言劾罢，归乡十余年而卒。祀乡贤祠，著有《草堂遗稿》六卷。

## 家族
曾祖李成；祖父李整；父李聰，母王氏。具庆下。子李瑞，字辑夫，嘉靖四十年辛酉舉人，授邹平知縣，官至雲南按察司副使。